# Filip Tůma
Filip Tůma (Pozsony, 1978. február 1. –) szlovák színész.
A Pozsonyi Konzervatóriumban tanult színészetet, a Pozsonyi Előadóművészeti Főiskolán pedig énekelni tanult. Több operában is fellépett.
Párja Nela Pocisková énekesnő. Két gyermekük van: Hektor és Liana.

## Filmográfia

### Filmek
- 2000: Prekliaty služobník lásky
- 2002: Kvet štastia
- 2009: X=X+1

### TV-sorozatok
- 1997: Duchovia (Walter)
- 2008: Panelák (Richard Tóth)
- 2009: Rádio (Turbo - Kvetoslav Sedlák)
- 2010: Nesmrteľní (Janko)
- 2010: Kriminálka Staré Mesto (Fišer)
- 2011: Druhý život (Ivan Ivanov)
- 2012: Búrlivé víno (André Simonet)
- 2013: Kolonáda
- 2013: Chlapi neplačú
- 2015: Susedské prípady
- 2018–: Oteckovia (Vladimír „Vlado, Láďo“ Bielik)
- 2021: Susedia (Filip Tůma)

### TV-műsorok
- 2004: Zámena manželiek

### Dokumentumfilmek
- 2017: Slovensko Advent 2017

## Szinkron

### Filmek
- 2011: Los herederos del Monte (Lucas del Monte)
- 2011: Monk (Willis, Carl Jenkins)
- 2011: Dažďový prales (Gamba)
- 2011: Autá (Francesco Bernoulli)
- 2011: Happy Feet (Lombardo)
- 2011: Star Trek (Spock)
- 2010: Smrť čaká všade (seržant I. triedy William James)
- 2007: To bol divoký východ (šofér kamióna)
- 2002: Darované srdce
- 200X: Alexander Veľký (Filotas)
- 200X: Čistá duša (Sol)
- 200X: Grindhouse: Planéta Teror (Abby)
- 200X: Hady v lietadle (Hank Harris)
- 200X: Krajina policajtov (Jack Rucker)
- 200X: Láska nebeská (Peter)
- 200X: Marabunta: Vraždiace mravce (Glenn)
- 200X: Minority Report (Wally)
- 200X: Miss špeciálny agent (Karl Steele)
- 200X: Mission: Impossible II (Sean Ambrose)
- 200X: Mobil (Deason)
- 200X: Muž bez tieňa (detektív Frank Turner)
- 200X: Pán prsteňov: Dve veže (Haldir)
- 200X: Po západe slnka (fanúšik)
- 200X: Purpurové rieky (policajt)
- 200X: Rýchlo a zbesilo (Johnny Tran)
- 200X: Sám doma 3 (Earl Unger)
- 200X: Útek z Alcatrazu (Clarence Anglin)
- 200X: Zachráňte vojaka Ryana (kapitán Fred Hamill)
- 200X: Zberateľ bozkov (detektív Nick Ruskin)
- 200X: Zberateľ kostí (Steve)
- 200X: Zelené peklo (Dunbar)
- 1996: Goofy (PJ)
- 199X: Akčný Jackson (Kornblau)

### TV sorozatok
- 20XX: Mentalista (Wayne Rigsby)
- 20XX: V uliciach San Francisca (inšpektor Steve Keller)
- 2008: Ako som spoznal vašu mamu (Marshall Eriksen)
- 2008: FBI oddelenie (Mal Robinson)
- 200X: Elisa z Rivombrosy (Angelo Buondio)
- 200X: Kosti (Jack Hodgins)
- 200X: Nash Bridges (Ferguson)
- 200X: Nezvestní (Charlie Pace)
- 200X: O.C. California (Eddie)
- 200X: Tie roky sedemdesiate (Todd)
- 200X: Vražedná stretávka (Craig Brewster)